# Vemmenhögs härads valkrets
Vemmenhögs härads valkrets var i riksdagsvalen till andra kammaren 1866–1887 en egen valkrets med ett mandat. Valkretsen, som omfattade Vemmenhögs härad, avskaffades i valet 1890, då området gick upp i Vemmenhögs, Ljunits och Herrestads domsagas valkrets.

## Riksdagsmän
- Per Nilsson, lmp (1867–1879)
- Petter Persson (1880–1886)
- Lars Pålsson, lmp 1887, gamla lmp 1888–1890 (1887–1890)